# Lise Stoufflet
Lise Stoufflet est une artiste peintre française née à Châtenay-Malabry en 1989.

## Biographie
Diplômée de l'École nationale supérieure des beaux-arts de Paris (2009-2014), Lise Stoufflet explore, dans ses peintures à l'huile, l'inconscient collectif, par le biais de deux thématiques : l'enfance et le rêve ce qui lui permet d'aborder la question de l'innocence. Au centre de son travail, on trouve surtout une réflexion sur la notion de rituel, dont elle reprend les codes pour mieux les détourner. Elle en parle en ces termes : 

« Dans le rituel, j’aime la construction des costumes, le sens de la marche, la cérémonie et la dimension artistique de la performance. Créer d’autres mises en scène permet de montrer le ridicule du rituel. »

C'est le cas par exemple dans une œuvre intitulée Tous (2015), qui montre quatre silhouettes allongées les yeux bandés, et reliées par un fil, une démarche mystérieuse dont le but n'est pourtant pas révélé par l'artiste.
Ses œuvres sont de facture classique mais ont en commun une certaine ambiguïté, de sorte que pour chaque tableau, plusieurs grilles de lecture émergent : l'ingénuité des protagonistes est manifeste pour certains spectateurs, sujette à débat pour d'autres. Elle réalise notamment des portraits visant à susciter un sentiment d'étrangeté chez le spectateur, invité à construire sa propre histoire autour du tableau. Ses œuvres explorent les connexions entre réalité et fantasmes. Ombres (2014) représente une femme à sa coiffure mais les ombres projetées sur les murs ne semblent pas correspondre à la silhouette et interrogent le spectateur sur ce qui se trouve au-delà de la toile.
Lise Stoufflet représente principalement des femmes, qui répondent aux stéréotypes culturels en vigueur dans la société, questionnant de la sorte la normalité. Elle transforme un ciel étoilé ou un câlin d'amour en parenthèses menaçantes et étranges. L’étrangeté de ses toiles contraste avec l’usage prédominant des couleurs pastels.
Son travail de fait l'objet d'une certaine reconnaissance dans le monde de l'art contemporain. Elle a été comparée à Albrecht Dürer et à Gustave Doré pour la finesse de son dessin.
En 2016, elle a co-fondé Le Houloc, un atelier partagé par une quinzaine d'artistes, installé à Aubervilliers. En 2018, sélectionnée dans le cadre d’un projet artistique, elle peint in situ deux fresques dans le parking du Royal Hamilius, à Luxembourg, un bâtiment conçu par sir Norman Foster,. Les artistes Dorothée Louise Recker, Kosta Kulundzic, Gaëtan Henrioux, Axel Sanson et Valentina Canseco participent également au projet.
Beaux Arts Magazine lui consacre un article en mai 2021, comparant son style à celui de Magritte.

## Expositions

### Expositions individuelles
- 2014 :
  - « Sans chercher l'ataraxie », galerie Premier Regard, Paris ;
  - « Le songe comme antidote », galerie Graphem, Paris ;
  - « Engendrer des hypothèses », École nationale supérieure des beaux-arts, Paris.
- 2015 : « Permesse », galerie UnderConstruction, Paris.
- 2018 :
  - « Les confidences », Art Mate, Paris ;
  - « Capillus », Espace Mutatio, Nantes.
- 2021 : Centre d'art contemporain, Abbaye Saint-André, Meymac.
- 2022 : "Interlune", Hangar 107 à Rouen, Centre d'Art

### Expositions collectives
- 2012 : « Large Studio », Hambourg.
- 2013 :
  - « Art on Paper », Bruxelles ;
  - « Open Studios of the Art School Alliance », Hambourg.
- 2016 :
  - « La force de la peinture », galerie du Comble, Virton, Belgique ;
  - Salon de Montrouge[1].
- 2017 :
  - « Greffes », Villa Médicis, Rome ;
  - « Cher(e)s ami(e)s », sous le commissariat de Svetlana Monuta, Belgrade ;
  - Art Brussels, avec la Galerie Bugada & Cargnel, Bruxelles ;
  - « Enchantment », Duo show Lise Stoufflet et Romain Vicari, Air Project Gallery, Genève.
- 2018 :
  - « Recto-Verso 2 », Fondation Louis Vuitton, Neuilly-sur-Seine ;
  - « Attitude », Air Project Gallery, Genève ;
  - « Action ! La Nouvelle École française : première époque », Bastille Design Center, Paris ;
  - « Green is the coolest Color », Le Houlloc, Aubervilliers ;
  - Erotic Drawing Fair : Salo VI, Paris ;
  - « Fresques Permanentes/ Royal Hamilius », Luxembourg ; architecte : Norman Foster[20].
- 2019 : exposition à la galerie MR14 dans le cadre de « Paris Peinture Plus »[21].
- 2021 : « 24e prix de peinture Antoine Marin », galerie municipale Julio-González, Arcueil, 3e prix.